# 竹森現紗
竹森 現紗（たけもり ありさ、1980年11月27日 - ）は、日本の弁護士。第二東京弁護士会所属。アリシア銀座法律事務所代表。一般社団法人相続診断協会法務税務委員。

## 人物
福井県美浜町生まれ。慶應義塾大学総合政策学部在学中に、「人が究極に困ったときに力になれる仕事がしたい」と弁護士を志し、地元である北陸に唯一開校された金沢大学のロースクールに進学。新司法試験合格後は弁護士となり、西村あさひ法律事務所勤務などを経て銀座に法律事務所を開業。
弁護士としての得意分野は、離婚（男女トラブル）・相続・企業法務の三本柱である。
2014年の夏に非浸潤性の乳がんを告知され、両乳房を摘出。早期発見であったため摘出手術後2014年の秋に仕事に復帰。復帰後はその経験から女性の自立支援など社会活動にも力を入れている。
業務で離婚問題に数多く関わってきた経験をもとに、離婚時の円満な解決を目的とした婚前契約を推奨している。。
愛犬はトイプードルのラブ 。

## 経歴
- 2003年 -  慶應義塾大学総合政策学部卒業。
- 2007年 -  金沢大学大学院法務研究科修了。
- 2008年 - 弁護士登録（第二東京弁護士会）
- 2008年 - 西村あさひ法律事務所に入所。
- 2010年 - 八代国際法律事務所に入所。
- 2012年 - 世田谷総合法律事務所を開設。
- 2013年 - アリシア銀座法律事務所を開設。

## 著書
- 『銀座の弁護士が教える泣かない女になる方法』（文響社、2014年1月）
- 『判例不動産取引事例解説集』（新日本法規出版）

## 過去の出演番組

### テレビ
- 『ザ・プライムショー』（WOWOW）- 2012年8月2日放送分にゲストとして出演
- 『めざましテレビ』（フジテレビ）- 2015年10月28日放送分にゲストとして出演
- 『ネプリーグ』（フジテレビ）- 2016年9月17日放送分にゲストとして出演
- 『情報ライブ ミヤネ屋』（読売テレビ）- 2017年9月30日放送分にコメンテーターとして出演

### ラジオ
- 『午後はとことんよろず屋ラジオ』（福井放送）- 2016年8月30日放送分にゲスト出演